# Tournoi de tennis WCT Invitational
Le WCT Invitational était un tournoi professionnel de tennis joué de 1978 à 1981. Ce tournoi s'est disputé à Forest Hills sur terre battue en 1978 et 1979 puis à Salisbury sur moquette en 1980 et 1981.  
Ce tournoi sur invitation se déroulait au 1er tour en Round Robin (2 poules de 4 joueurs en simple et 2 poules de 4 équipes en double).

## Palmarès

### Simple
| No | Date       | Nom et lieu du tournoi         | Catégorie | Dotation  | Surface         | Vainqueur        | Finaliste      | Score                   |  |
| -- | ---------- | ------------------------------ | --------- | --------- | --------------- | ---------------- | -------------- | ----------------------- |  |
| 1  | 10-07-1978 | WCT Invitational, Forest Hills |           | 300 000 $ | Terre (ext.)    | Vitas Gerulaitis | Ilie Năstase   | 6-2, 6-0                |  |
| 2  | 09-07-1979 | WCT Invitational, Forest Hills |           | 200 000 $ | Terre (ext.)    | Eddie Dibbs      | Harold Solomon | 7-6, 6-1                |  |
| 3  | 19-02-1980 | WCT Invitational, Salisbury    |           | NC $      | Moquette (int.) | Björn Borg       | Vijay Amritraj | 7-5, 6-1, 6-3           |  |
| 4  | 02-03-1981 | WCT Invitational, Salisbury    |           | 200 000 $ | Moquette (int.) | Bill Scanlon     | Vijay Amritraj | 3-6, 6-2, 6-4, 3-6, 6-4 |  |

### Double
| No | Date       | Nom et lieu du tournoi         | Catégorie | Dotation  | Surface      | Vainqueurs                 | Finalistes                   | Score         |  |
| -- | ---------- | ------------------------------ | --------- | --------- | ------------ | -------------------------- | ---------------------------- | ------------- |  |
| 1  | 10-07-1978 | WCT Invitational, Forest Hills |           | 300 000 $ | Terre (ext.) | John Alexander Phil Dent   | Fred McNair Sherwood Stewart | 7-6, 7-6      |  |
| 2  | 09-07-1979 | WCT Invitational, Forest Hills |           | 200 000 $ | Terre (ext.) | Peter Fleming John McEnroe | Gene Mayer Sandy Mayer       | 6-7, 7-6, 6-3 |  |